# Matías Presa
Alan Matías Presa Pírez (Melo, Cerro Largo, Uruguay; 17 de octubre de 1990), conocido deportivamente como Matías Presa, es un ciclista en ruta uruguayo, reconocido por sus múltiples victorias en importantes carreras nacionales, especialmente en Rutas de América.

## Primeros años y comienzos
Matías Presa nació en Melo, capital del departamento de Cerro Largo. Desde joven mostró interés por el deporte, inicialmente jugando al fútbol. A los 15 años, incentivado por su tío, quien también era ciclista, comenzó a practicar el ciclismo. Sus primeros pasos en el deporte los dio con una bicicleta prestada de su tío, y rápidamente demostró talento, ganando su primera carrera en su categoría. Sus primeros equipos fueron el Unión de Treinta y Tres y luego Conventos de Melo en categorías juveniles. Como sub-23, corrió para Platense de Tacuarembó. Ya en la categoría élite, se desempeñó en el Club Ciclista Cerro Largo, Alas Rojas de Santa Lucía y otros equipos, retornando en varias ocasiones a la escuadra de su departamento natal, Cerro Largo.

## Trayectoria y logros destacados

### Rutas de América
Su mayor éxito ha sido en Rutas de América, una de las dos pruebas por etapas más importantes de Uruguay. Presa ha ganado esta competencia en tres ocasiones, igualando el récord de otros ciclistas históricos como Federico Moreira, Carlos Alcántara y Matías Médici.
- 2018: Consiguió su primera victoria en Rutas de América, defendiendo la camiseta de su departamento, Cerro Largo, lo que le dio un significado especial a la gesta.[1]
- 2019: Revalidó su título, demostrando su dominio en la carrera.[3]
- 2023: Tras un período de inactividad, Matías Presa regresó para lograr un histórico triplete en Rutas de América, consolidándose como una leyenda de la prueba. Su equipo, el Club Ciclista Cerro Largo, también logró un récord al ganar la clasificación por equipos por sexta vez consecutiva.[4]

### Vuelta Ciclista del Uruguay
Presa ha logrado victorias de etapa en la Vuelta Ciclista del Uruguay.
- 2012: Ganó la clasificación de jóvenes en la Vuelta del Uruguay.[5]
- 2023: Se impuso en la sexta etapa de la Vuelta Ciclista del Uruguay, llegando en solitario a la meta en Tacuarembó y demostrando su capacidad para atacar y definir en solitario.[6]

### Otros logros
- 2010: Campeón nacional de ruta sub-23.[7]
- 2012: Ganador de la clasificación general de la Vuelta Ciclista Chaná, donde también obtuvo dos victorias de etapa.[5]
- 2014: Ganador de la Doble Melo-Treinta y Tres.[5]

## Estilo de ciclismo
Matías Presa ha evolucionado a lo largo de su carrera. Inicialmente, se destacaba como un sprinter potente, capaz de definir carreras en llegadas masivas. Con el tiempo, ha mejorado sus habilidades en la contrarreloj, aunque no se considera un especialista puro en esta disciplina. Su capacidad para atacar y mantener fugas también lo ha convertido en un corredor versátil, capaz de adaptarse a diferentes situaciones de carrera.

## Equipos
- Club Ciclista Cerro Largo (2011, 2015-2017, 2018-2019, 2021-)
- Alas Rojas de Santa Lucía (2012)
- Schneck-Alas Rojas (2013-2014, 2017)
- Kuota-Construcciones Paulino (2017)
- Cortizo-Anova (2019)

## Palmarés
Los principales resultados de Matías Presa en su carrera son:
2010
- Campeonato Nacional de Ruta Sub-23, carrera en ruta

2012
- Vuelta Ciclista Chaná, más 2 etapas
- 2.º en la clasificación general de Rutas de América
- Clasificación de jóvenes en Vuelta Ciclista del Uruguay

2014
- Doble Melo-Treinta y Tres

2018
- Rutas de América

2019
- Rutas de América
- 2 etapas en Rutas de América

2023
- Rutas de América
- 1 etapa en Vuelta Ciclista del Uruguay